# Arundo plinii
Arundo plinii là một loài thực vật có hoa trong họ Hòa thảo. Loài này được Turra mô tả khoa học đầu tiên năm 1765.